# 日本佛教
日本的佛教在飛鳥時代傳入，並於奈良時代與平安時代開始發展，為漢傳佛教的一支，以大乘佛教為主流。中国佛教已经消失的宗派如真言宗、法相宗等，在日本反而传承至今。根據美國中央情報局（CIA）的調查，神道教約佔日本人口比率70.4%，佛教徒約佔人口的69.8%（含同時信奉神道教）。根據日本文化廳每年實施的《宗教統計調查》，截至2016年12月31日，神道教的信徒有8953萬人（約佔人口70%），佛教徒有8872萬人（約佔人口69%），亦即大多數日本人同時信仰神道教與日本佛教。許多的日本人不參與任何宗教組織，只參與婚喪喜慶與祭祀等傳統上的宗教儀式；還有不少年輕人就算參加宗教儀式，卻自認為不可知論者甚至無神論者。
| 日本宗教信徒比率（CIA） | 日本宗教信徒比率（CIA） | 日本宗教信徒比率（CIA） | 日本宗教信徒比率（CIA） | 日本宗教信徒比率（CIA） |
| ----------------------- | ----------------------- | ----------------------- | ----------------------- | ----------------------- |
|                         |                         |                         |                         |                         |
| 神道                    | 神道                    |                         | 70.4%                   | 70.4%                   |
| 基督宗教                | 基督宗教                |                         | 1.5%                    | 1.5%                    |
| 佛教（同時信奉神道）    | 佛教（同時信奉神道）    |                         | 69.8%                   | 69.8%                   |
| 其他（同時信奉神道）    | 其他（同時信奉神道）    |                         | 6.9%                    | 6.9%                    |
| 中央情報局2015年調査。  |                         |                         |                         |                         |

## 概說

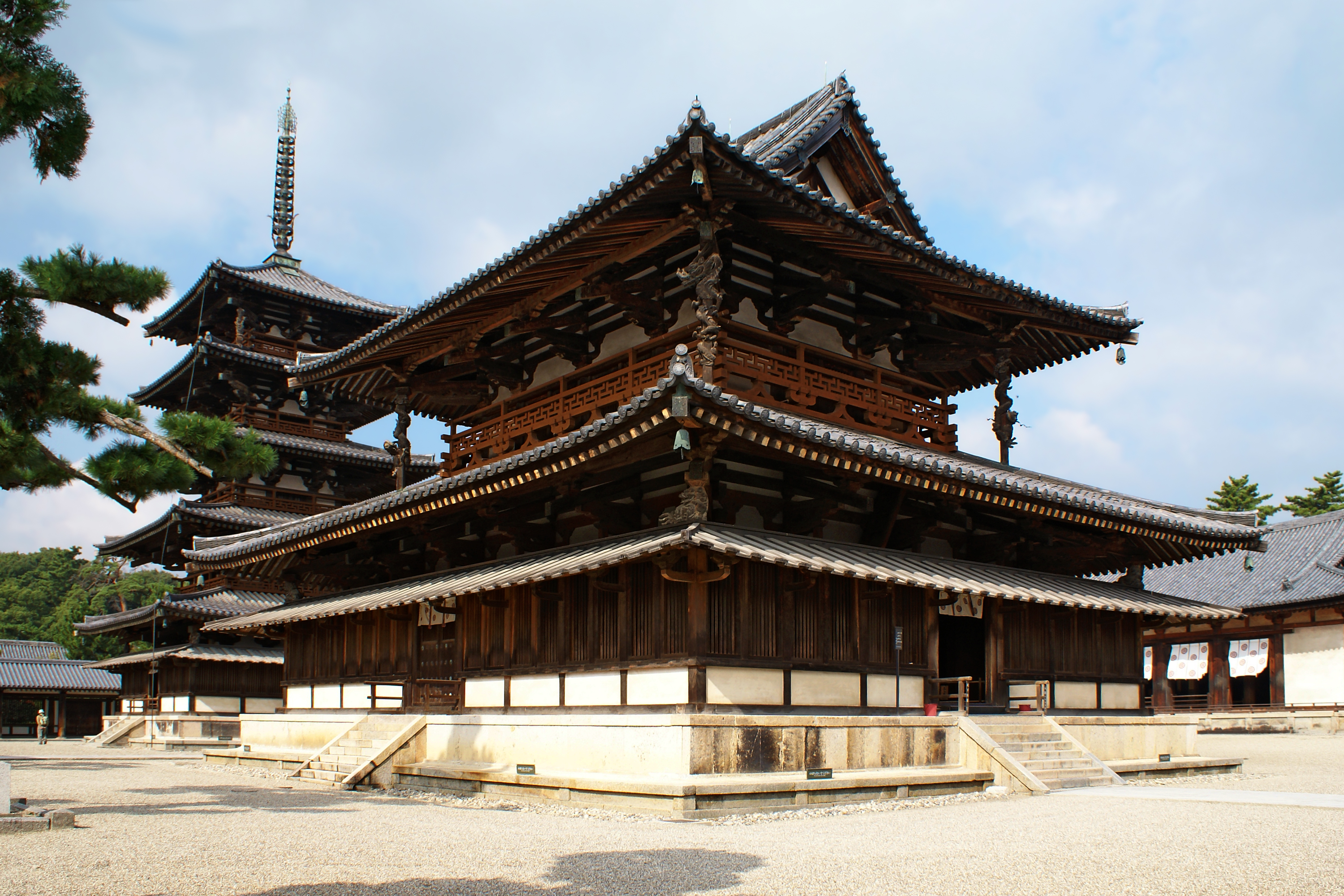
法隆寺金堂（西院伽藍）

日本約有75000座日本佛教寺院、30萬尊以上的佛像。
現在日本佛教的概略，根據文化廳編纂的《宗教年鑑》等統計，現在日本的佛教徒大半屬於大乘鎌倉時代宗派。根據2010年東本願寺僧侶的調查，淨土宗系（含淨土真宗）宗派占大多數，約佔47%；日蓮宗系（含創價學會）的宗派約占21%；禪宗系的宗派約16%；密教系（含台密與東密）約12%，其餘4%。

## 特色
以下是日本佛教異於其他佛教之處。「寺請制度」、「本末制度」、「觸頭制度」雖已廢除，但是仍然影響現今的日本佛教。

### 寺請制度
寺請制度是江戶幕府的宗教統制之制度。源自江戶時代初期，用於消滅天主教，在島原之亂後全面實施。原本是天主教徒透過寺請，由寺院發行寺請証文（寺手形），証明放棄天主教信仰。起初只是以棄教者為對象，之後演變成為了証明非天主教徒，每戶家庭都必須歸屬在某宗派的某寺院之下，也就是成為寺院的檀越，也稱作「寺檀制度」。明治維新後廢除。

### 本末制度
本末制度是江戶幕府為了統制佛教教團創設的制度，規定各宗派寺院的本山・末寺的關係，將寺院的上下階層組織化，用於統制各宗派。1631年，江戶幕府禁止新寺的創建；翌年以降，各本山有提出「末寺帳」的義務，幕府藉此掌握各宗派末寺的狀況。明治維新後廢除。

### 觸頭制度
觸頭是江戶幕府或藩的寺社奉行之下，在各宗派之中任命的特定寺院，也是宗教統制之一環。執行和本山及其他寺院之間的上申下達等連絡，統制地域內的寺院。明治維新後廢除。

### 肉食妻帶
「肉食」是食肉，「妻帶」是娶妻。原先日本佛教除了淨土真宗之外，其餘各宗皆禁止肉食妻帶（另一派是真言宗立川流）；明治政府宣布僧侶可娶妻，至此日本佛教各宗全面開放肉食妻帶，至今仍是日本佛教的一大特色。肉食妻带主要是在末寺，因为末寺是父子世袭當主；本山的大寺仍要严守佛教戒律，因为本山大寺是选贤制度。而且末寺的住持儿子要继承父亲住持之位，也要到本山大寺参学三到五年，然后受一日一夜三坛大戒取得住持资格证书，要回到末寺继承父亲住持之位，隔日举行還俗的捨戒典禮，返回末寺，这种行为称作「本山交众生」；如果要坚守出家生活，就要待在本山大寺。
现在的日本僧侣的模式反而很像古代的婆罗门有在家期、出家期，還俗並娶妻；不还俗的婆罗门则称为「梵志」。在日本，做法事的主法僧必须是有在丛林寺参学毕业，一般的学问僧不能参与俗家法事，不然会被告上法庭。

## 系譜

日本各宗派系統

以下列出現今日本佛教之傳統宗教系譜。
- 華嚴宗系
  - 華嚴宗
- 法相宗系
  - 法相宗
  - 聖德宗
  - 北法相宗
- 律宗系
  - 律宗
- 天台宗系 
  - 天台宗
  - 天台寺門宗
  - 天台真盛宗
  - 聖觀音宗
  - 和宗

- 日蓮宗系
  - 日蓮宗
  - 日蓮正宗
  - 日蓮本宗
  - 顯本法華宗
  - 本門法華宗
  - 法華宗本門流
  - 法華宗陣門流
  - 法華宗真門流
  - 日蓮宗不受不施派
  - 不受不施日蓮講門宗
- 曹洞宗系
  - 曹洞宗
- 臨濟宗系
  - 臨濟宗天龍寺派
  - 臨濟宗相國寺派
  - 臨濟宗建仁寺派
  - 臨濟宗南禪寺派
  - 臨濟宗妙心寺派
  - 臨濟宗建長寺派
  - 臨濟宗東福寺派
  - 臨濟宗大德寺派
  - 臨濟宗圓覺寺派
  - 臨濟宗永源寺派
  - 臨濟宗方廣寺派
  - 臨濟宗佛通寺派
  - 臨濟宗向嶽寺派
  - 臨濟宗國泰寺派
- 黃檗宗系
  - 黃檗宗
- 融通念佛宗系
  - 融通念佛宗
- 淨土宗系
  - 淨土宗
  - 西山淨土宗
  - 淨土宗西山禪林寺派
  - 淨土宗西山深草派
- 時宗系
  - 時宗
- 淨土真宗系
  - 淨土真宗本願寺派
  - 真宗大谷派
  - 真宗高田派
  - 真宗興正派
  - 真宗佛光寺派
  - 真宗木邊派
  - 真宗誠照寺派
  - 真宗出雲路派
  - 真宗三門徒派
  - 真宗山元派
  - 淨土真宗東本願寺派
- 真言宗系
  - 高野山真言宗
  - 真言宗醍醐派
  - 真言宗東寺派
  - 真言宗泉涌寺派
  - 真言宗山階派
  - 真言宗善通寺派
  - 真言宗智山派
  - 真言宗豐山派
  - 新義真言宗
  - 真言宗須磨寺派
  - 真言三寶宗
  - 真言宗中山寺派
  - 信貴山真言宗
  - 真言宗御室派
  - 真言宗大覺寺派
  - 真言宗室生寺派
  - 真言律宗

## 历史

### 飛鳥時代
《日本書紀》有載佛教傳至日本始於飛鳥時代、552年（欽明天皇13年）有百濟聖明王始贈予釋迦佛的金銅像與經論。佛教傳來之際，引起反對佛教的物部尾輿和中臣鎌子等（神道勢力）和信奉佛教的蘇我稻目的對立。雙方的對立延續到下一代（物部守屋和蘇我馬子），直到物部守屋滅亡為止。厩戶皇子（聖德太子）參加馬子方，戰勝後在攝津國建立四天王寺（位於今大阪市天王寺区）。厩戶皇子著『三經義疏』，在『十七條憲法』第二條制定「篤敬三寶。三寶者，佛法僧也」，對導入佛教發揮積極的角色。之後，佛教成為國家鎮護的宗教，天皇家本身也建立寺院。

### 奈良時代
佛教在「鎮護國家」的發想下，導入「僧尼令」、僧綱・度牒制度，僧尼成為官僚組織的一員。此時稱作「南都六宗」的三論宗、成實宗、法相宗、俱舍宗、律宗、華嚴宗大為發展。聖武天皇下詔在諸國建造國分寺、國分尼寺，在大和東大寺建造大佛。佛教確立之際，出現日本的八百萬之神也是佛化身顯現的「權現」的本地垂迹說，制定神的本地（佛），制作僧侶形態的神像。

### 平安時代
寺院群開始對政治發揮影響力，桓武天皇為了弱化寺院的影響力，遷都平安京，同時派出空海及最澄傳入密教，以新佛教對抗奈良的舊佛教。最澄（天台宗）、空海（真言宗）分別在比叡山和高野山開闢道場，傳布密教。平安時代中期是釋迦牟尼入滅的二千年後，正法的千年、像法的千年之後，也就是正值佛教衰落的末法之世的開始，國家衰微、人心不安，現世的幸福無法期待，祈願來世幸福的淨土信仰大為流行，宛如阿彌陀佛的宮殿的宇治平等院建立。平安時代末期，社會不安增大，擁有廣大領地的大寺院為了防衛盗賊等外部的侵入者，而有僧侶或信徒武裝的僧兵出現，但是，僧兵的勢力擴大為武裝集團，成為行使武力攻擊對立宗派、寺院，成為對朝廷強訴等社會不安的要素之一。

### 鎌倉時代
鎌倉時代，持續自前時代末期的動亂引起佛教的變革。長久以來以「鎮護國家」為主流的佛教，逐漸成為救濟民眾的宗教。主因是在叡山學習的僧侶力圖佛教的民眾化，並創立新宗派。其中有唱唸「南無妙法蓮華經」的日蓮宗、唱唸「南無阿彌陀佛」和念佛的淨土宗、還有源自淨土宗，提倡惡人正機說的淨土真宗（一向宗）、提倡踊念佛的融通念佛和時宗。
鎌倉時代也是武士從貴族奪取權力的時代。稱為禪宗的臨濟宗和曹洞宗在此時代傳入，受到武士的信仰，鎌倉等地出現許多禪寺，大為繁榮，代表的是「鎌倉五山」。
舊佛教之間也有批判現狀者，特別是從律宗派生的真言律宗等也有革新運動。

### 南北朝・室町時代
1333年，鎌倉幕府滅亡。南北朝時代～室町時代的政治中心地移到京都。後醍醐天皇的建武新政開始後，五山從鎌倉改為京都本位，京都五山成立。足利尊氏在京都成立武家政權後，臨濟宗受幕府保護。室町時代初期，南禪寺的禪宗和舊佛教勢力的延曆寺的天台宗對立，成為幕府初期的政治問題。因為室町幕府的皈依，「七朝帝師」夢窓疎石和弟子春屋妙葩擁有政治的影響力，導致武家和佛教界的接近，對貴族文化及武士文化帶來影響。在三代將軍足利義滿時代的金閣寺（鹿苑寺）等北山文化、足利義政時代的銀閣寺（慈照寺）等東山文化可見融合的跡象。受佛教影響的室町時代文化影響直到後世，如水墨畫・書院造・茶湯・華道・枯山水庭園等。

### 戰國時代
應仁之亂後，宗教勢力因治安惡化而強化武力。法華宗攻擊山科本願寺、天台宗的天文法華之亂等，宗教團體過激派也引發宗教戰爭。其中有加賀國一揆等的一向一揆滅亡守護大名富樫氏，支配加賀（主要是徵稅權和裁判權）約80年。石山本願寺等成為如同大名家的強固組織，迫使守護大名和戰國大名和其妥協。
但是，尾張的戰國大名・織田信長在「天下布武」的方針下，徹底討伐敵對的宗教勢力，如延曆寺燒討、長島一向一揆、石山合戰等。此外，信長主催日蓮宗僧和淨土宗僧的宗論（安土宗論）。結果，因為淨土宗的勝利，信長約束法華宗不再非難其他宗派，也是抑制宗教勢力之策。

### 安土桃山時代
信長死於本能寺之變，家臣豐臣秀吉成為實質的後繼者。秀吉大概繼承信長的路線，使敵對的根來寺、高野山屈服。之後將有力寺社轉移到大坂城的城下町，派遣弟・豐臣秀長到僧兵擁有強大影響力的大和，透過刀狩・總無事令，解除寺院的武裝，強化寺社的統制。寺院統制和武裝解除也被之後的江戶幕府繼承。

### 江戶時代
徳川家康在豐臣秀吉死後掌握權勢，制定寺院諸法度、設置寺社奉行，管理佛教。每個人都必需登錄在某個寺院的寺請制度確立後，實質的終止了布教活動。當時最大的佛教勢力淨土真宗本願寺東西分裂，結果造成勢力的弱體化。日蓮宗的不施不受派和基督教受到同樣嚴厲的彈壓。1654年，隱元隆琦傳入黄檗宗。

### 明治時代
江戶時代後半開始，以本居宣長為祖的國學影響了明治維新，大政奉還之後，新政府重視神道的結果，造成全國性的廢佛毀釋，寺院數減少。1871年（明治4年），明治政府發布太政官達廢止虛無僧在籍的普化宗。但是，不受不施派和基督教的布教解禁。各宗派推進佛教的近代化，推動宗門大學的設立等教育活動、社會福祉活動。

### 昭和時代至現代
1939年（昭和14年），宗教團体法發布，是宗教管理最初的統一法典。透過宗教團体法的制定，一般的宗教團体成為法人，基督教也初次獲得法律的地位。但是，此法是監督・統制色強的法律。
第二次世界大戰後，1945年（昭和20年），宗教法人令制定・施行，對宗教團体的規制撤廢。1951年，宗教法人令撤廢，認証制的宗教法人法制定。高度經濟成長的同時，法華經系新宗教的創價學會、立正佼成會等勢力大為發展。1990年代，麻原彰晃所創藏密系統邪教的奧姆真理教，引起松本沙林事件、坂本堤律師一家殺害事件、龜戶異臭事件與東京地鐵沙林毒氣事件等一連串恐怖事件，造成1995年（平成7年）的宗教法人法一部改正。